# Katharina Kern
Pour les articles homonymes, voir Kern.
Katharina Kern, dite Käthe Kern, née le 22 juillet 1900 à Darmstadt (Empire allemand) et morte le 16 avril 1985 à Berlin, est une femme politique allemande puis est-allemande, membre du SPD puis du SED.

## Biographie
Katharina Kern étudie au collège de Darmstadt, où elle suit un apprentissage dans le secteur du commerce. En 1919, elle devient membre de l'Association de la jeunesse sociale-démocrate (de) (SAJ) et rejoint le SPD l'année suivante. Entre 1921 et 1924, elle travaille auprès du président du Bureau d'assurance (Landesversicherungsanstalt (de)) du Land de Hesse. À partir de 1925, elle est employée du syndicat Allgemeiner freier Angestelltenbund (de), comme secrétaire de l'homme politique Otto Suhr et du député Siegfried Aufhäuser. De 1928 à 1933, elle est membre du comité exécutif du SPD à Berlin et en dirige le groupe féminin. En juin 1933, au début du Troisième Reich, elle est emprisonnée. Libérée en juillet, elle travaille au Saarverein de Berlin et, à partir de 1935 pour les mines de Prusse, de nouveau comme secrétaire. Elle maintient des contacts avec des groupes résistants, comme celui de Wilhelm Leuschner.
Après la Seconde Guerre mondiale, Katharina Kern est à nouveau membre du comité central du SPD, en dirigeant la section féminine. Défendant la fusion imposée par l'URSS du Parti communiste et du SPD situé dans la zone d'occupation soviétique, elle devient membre du bureau du nouveau parti, le SED, en avril 1946. En tandem avec Elli Schmidt, elle dirige la section féminine du parti et adhère au syndicat FDGB. Elle est aussi l'une des cofondatrices de la Ligue démocratique des femmes d'Allemagne (DFD, future organisation des femmes d'Allemagne de l'Est), occupant l'un des cinq postes de vice-présidente jusqu'en 1949. Elle siège au comité exécutif fédéral de la DFD jusqu'à sa mort. De 1946 à 1950, elle est membre du Parlement de Saxe-Anhalt. Elle démissionne de son mandat le 27 avril 1950, Frieda Voß lui succédant. Entre 1948 et 1949, elle est par ailleurs membre du Conseil du peuple allemand (de).
Lors des élections législatives de 1949, elle est élue députée à la Chambre du peuple. De 1957 à 1984, elle est présidente du groupe parlementaire DFD. En 1958, elle devient membre de la commission constitutionnelle et en 1963 de la commission de santé. De 1949 à 1970, elle dirige aussi le département de la mère et de l'enfant (HA MuK) au sein du ministère de la Santé.
Elle meurt en 1985. Son urne funéraire est placée dans le mémorial socialiste du cimetière central de Berlin-Friedrichsfelde.

## Décorations
- 1954 : Médaille Clara-Zetkin
- 1955 : Ordre du Mérite patriotique (obtenant les différents grades par la suite : 1955 bronze, 1958 argent, 1960 or, 1970 Ehrenspange zu Gold)
- 1975 : Ordre de Karl-Marx
- 1980 : Étoile de l'amitié des peuples